# Caso
Pour les articles homonymes, voir Caso (homonymie).
Caso (Casu en asturien) est une commune (concejo aux Asturies) située dans la communauté autonome des Asturies en Espagne. Elle est bordée au nord par Piloña, au sud par Maraña et Puebla de Lillo, dans la province de León, à l'est par Ponga et à l'ouest par Aller et Sobrescobio. Sa population est estimée à 1449 habitants (INE 2023). 
Par le passé, la plupart des habitants de Caso travaillaient dans les mines de charbon et l'élevage. Aujourd'hui, le tourisme est devenu l'une des activités principales de Caso, mais l'agriculture reste la plus importante.
La centrale hydroélectrique de Tanes fournit de l'énergie électrique et de l'eau potable à la partie centrale des Asturies. 
En 2008, au congrès national de l'environnement à Madrid, la commune a remporté un premier prix pour un projet de récupération et d'entretien des bergeries.  

## Géographie
Sur le plan géographique, Caso se distingue par l'inclusion de l'ensemble de son territoire dans le parc naturel de Redes et par le fait qu'elle est le lieu de naissance de la rivière Nalón, à Tarna. Ses principaux affluents concernant la commune sont le Monasterio, l'Ablanosa, l'Orlé, les Pendones et le Corralín.
Ses montagnes comprennent le Pico Torres (2104 mètres), La Rapaína (2022 mètres), La Peña'l Vientu (2007 mètres), La Rapaona (1957 mètres), El Tiatordos (1951 mètres), El Cantu l'Osu (1800 mètres) et des chaînes de montagnes d'une grande beauté, telles que Cuetu Negru (1852 mètres) et Visu la Grande (1709 mètres).
Plus de 8 000 hectares sont consacrés aux pâturages. La population parlent l'espagnol et le casín, un dialecte de l'asturien central. Depuis 1997 et en vertu d'un accord municipal signé par tous les partis politiques représentés au conseil municipal de Caso l'espagnol et l'asturien sont les langues officielles du conseil. 

### Paroisses
La commune de Caso est subdivisée en 10 paroisses civiles :
- Bueres
- Caleao (en asturien : Caliao)
- Campo de Caso (El Campu)
- Coballes
- Felguerina (La Felguerina)
- Orlé (Orlé)
- Sobrecastiello (Sobrecastiellu)
- Tanes (Tañes)
- Tarna
- Tozo (El Tozu)

## Galerie

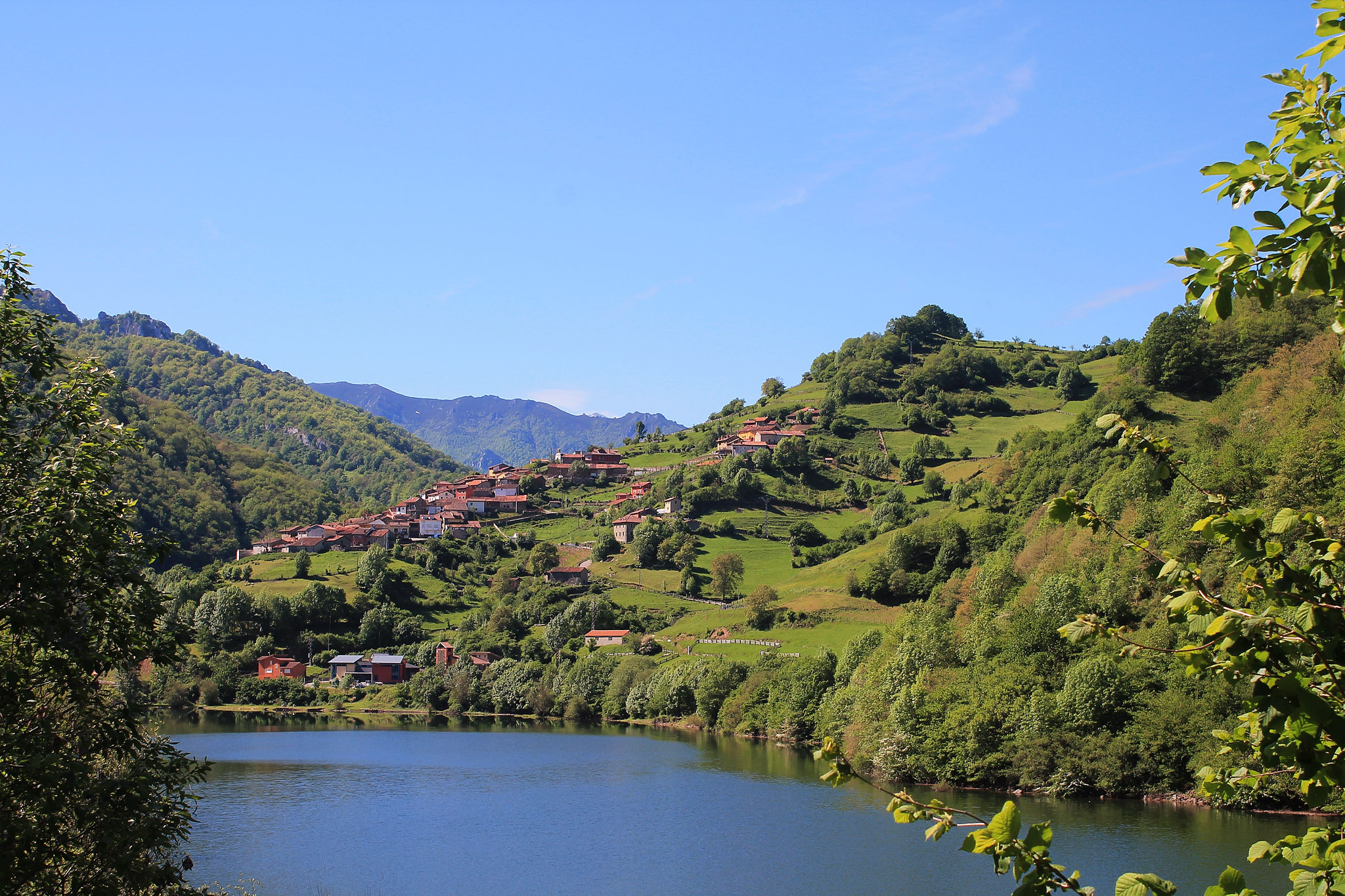
Coballes.
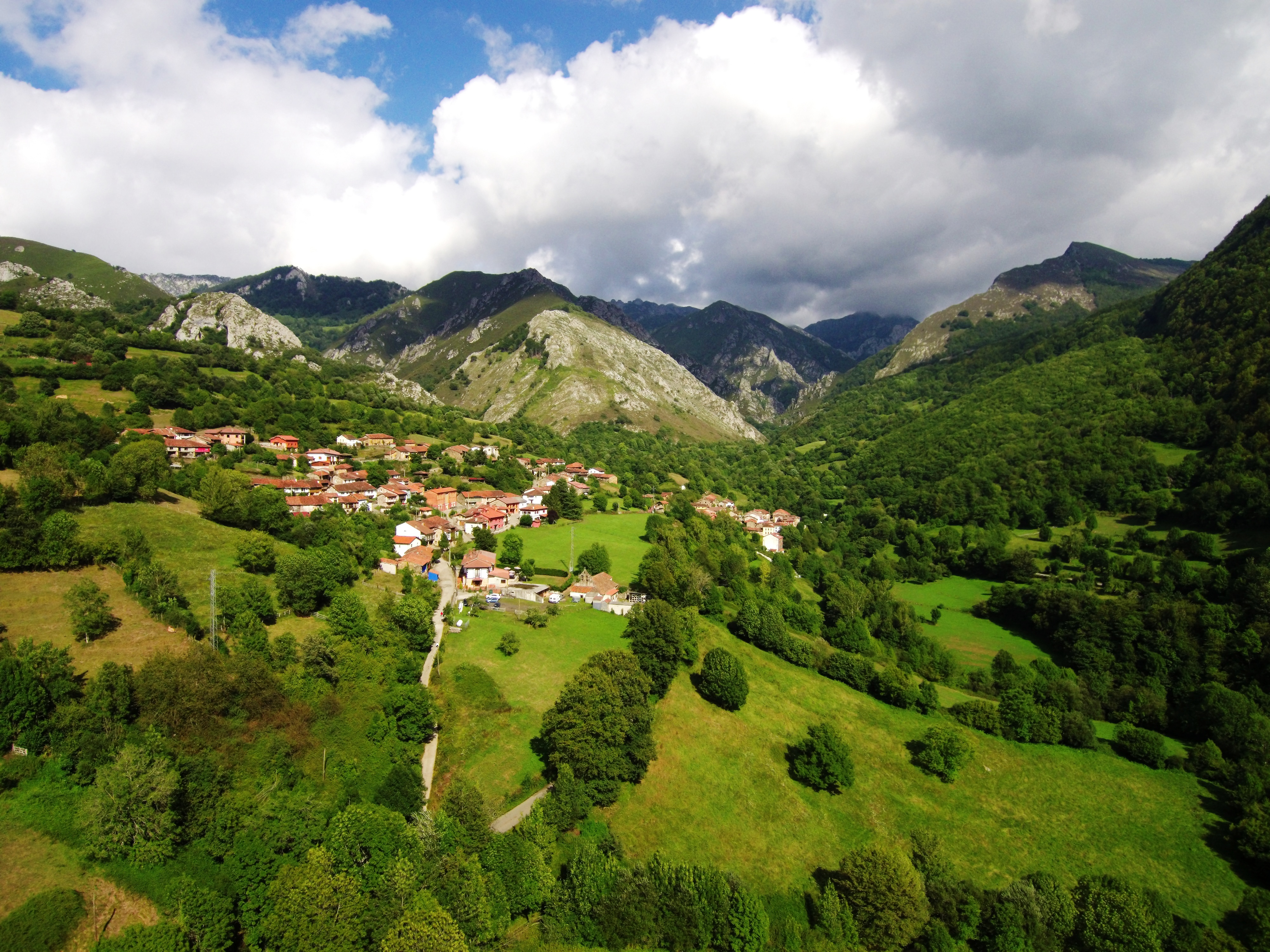
Orlé.
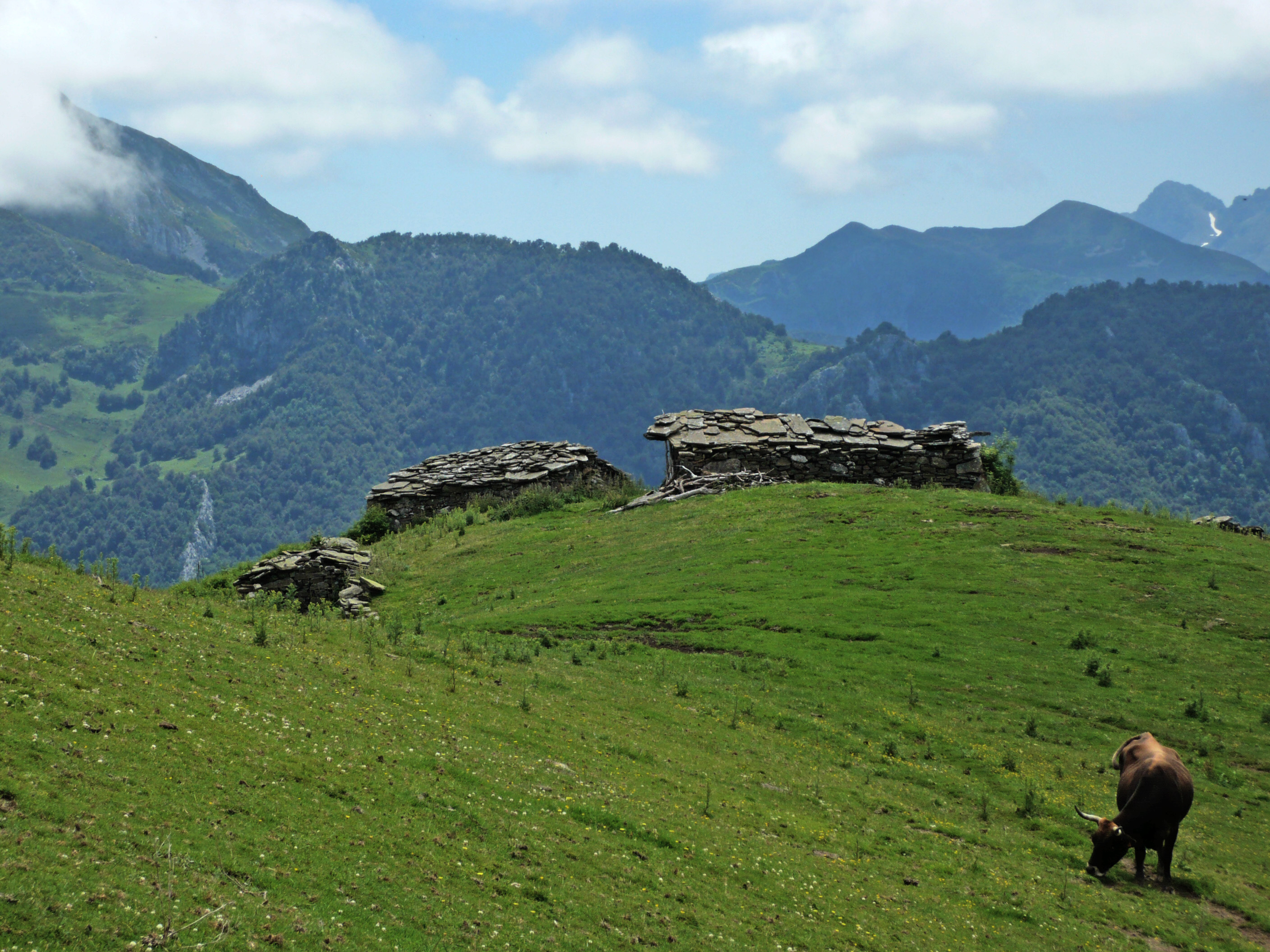
Braña (braniza) à Caso. Zone montagneuse cantabrique où le bétail paît dans les pâturages de fin d'été.
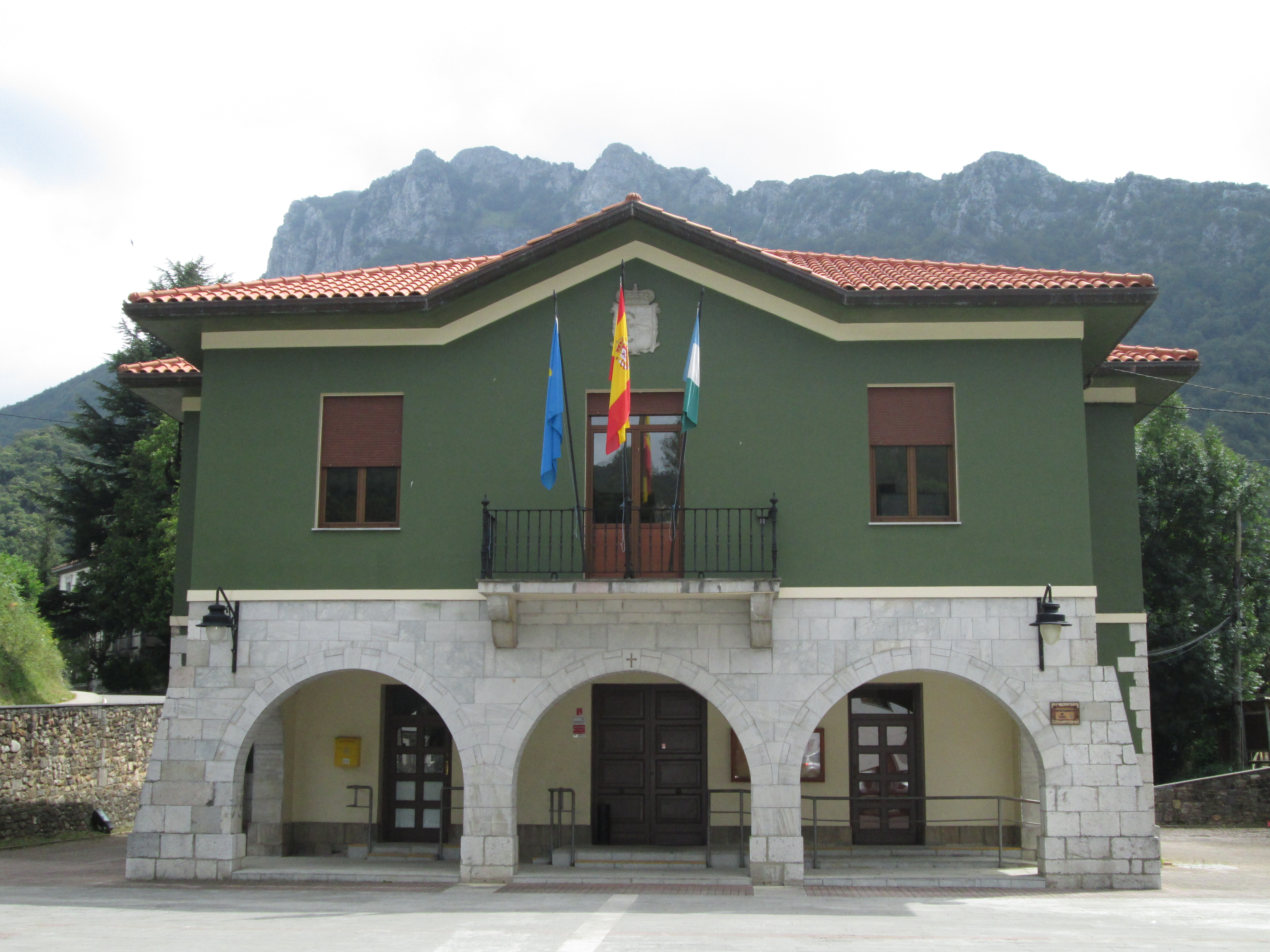
La mairie de la commune à Campo de Caso.
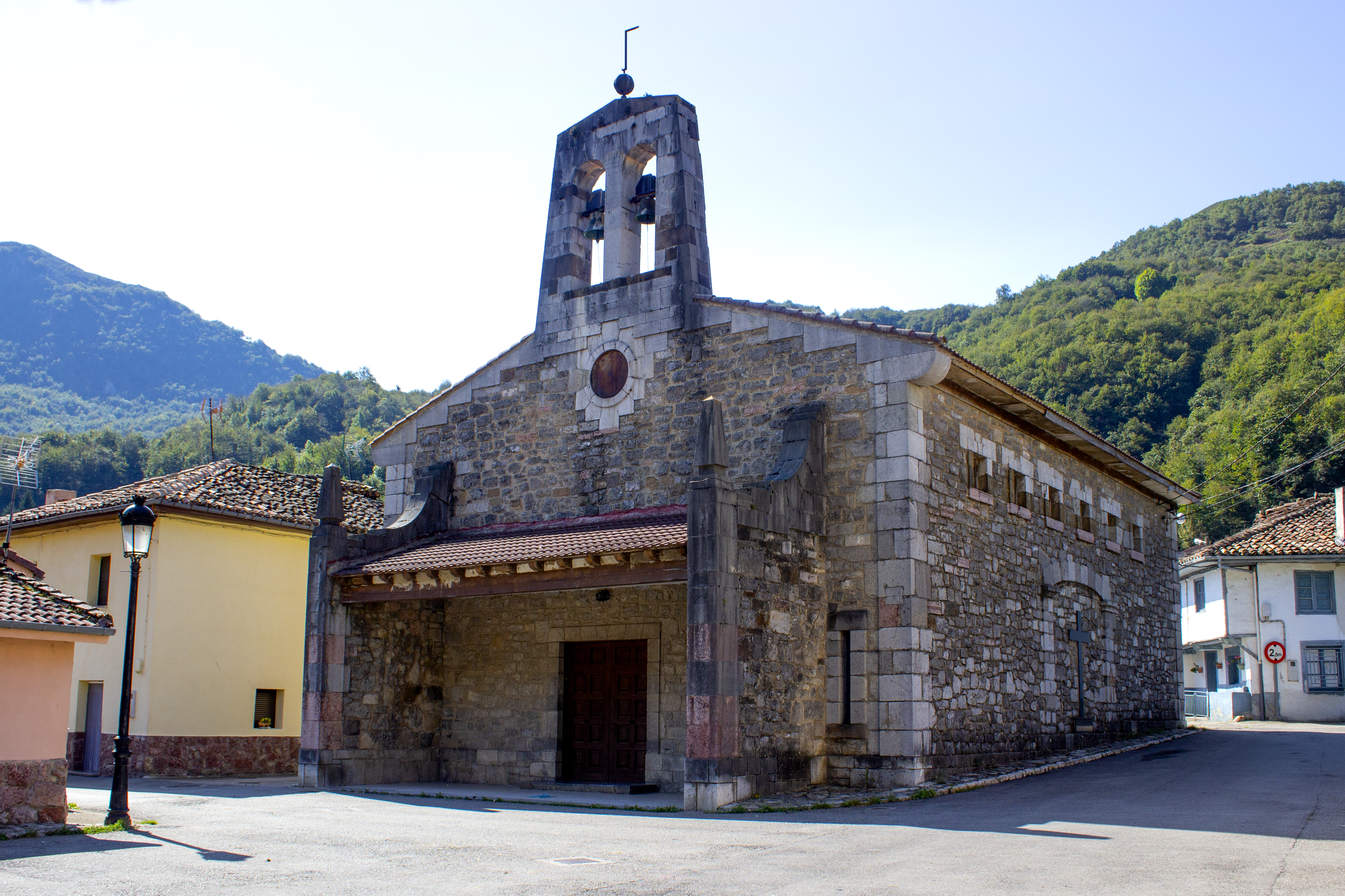
L'église Saint-Sauveur (de San Salvador) à Sobrescastiello.